# Vanduzea triguttata
Vanduzea triguttata är en insektsart som beskrevs av Hermann Burmeister. Vanduzea triguttata ingår i släktet Vanduzea och familjen hornstritar. Inga underarter finns listade i Catalogue of Life.